# Freinectomie
Ne doit pas être confondu avec la frénectomie.
Une freinectomie est une opération chirurgicale qui consiste en l'ablation des freins parodontaux et fibreux anormaux.
Les freins sont des structures anatomiques dépourvues de fibres musculaires et constituées essentiellement d’un réseau très dense de fibres conjonctives ainsi que de fibres oxytalanes et de conjonctif lâche.
Les freins labiaux de par leur insertion peuvent générer l’apparition d’un certain nombre de problèmes en rapport avec différents domaines odontologiques.

## Déroulement
L'opération se déroule sous anesthésie locale, deux à trois piqûres :
dans le frein et de chaque côté de celui-ci
ou dans le frein et dans le palais.
Après le dentiste pratique une incision au bistouri puis recoud la plaie.
Cette opération n'est pas douloureuse sauf sur les points d'anesthésie où les piqûres peuvent être désagréables.
Cette opération coûte entre 200 € et 500 €.
Un devis est obligatoire à partir de 70 € non remboursés.
Certains dentistes font cette opération au laser sous anesthésie locale.